# 椤木石楠
椤木石楠（学名：Photinia davidsoniae）是蔷薇科石楠属的植物。分布在越南、缅甸、泰国以及中国大陆的浙江、陕西、江西、四川、云南、广东、江苏、安徽、湖南、湖北、广西、福建等地，生长于海拔600米至1,000米的地区，常生长在灌丛中，目前尚未由人工引种栽培。

## 别名
椤木（浙江土名），水红树花（四川土名），梅子树（贵州土名），凿树（广东土名），山官木（广西土名）